# Prix Narquois
Prix Narquois är ett årligt travlopp för 5-åriga varmblodiga travhästar som körs på Vincennesbanan utanför Paris i Frankrike varje år i början av december. Det är ett Grupp 3-lopp, det vill säga ett lopp av tredje högsta internationella klass. Förstapris är 36 000 euro. Loppet körs över distansen 2700 meter.

## Vinnare
| År   | Häst             | Far                | Kusk               | Tränare             | Tid/km |
| ---- | ---------------- | ------------------ | ------------------ | ------------------- | ------ |
| 2024 | Jabalpur         | Booster Winner     | Gabriele Gelormini | Alain Chavatte      | 1'12"7 |
| 2023 | Ibiki de Houelle | Love You           | Éric Raffin        | Franck Leblanc      | 1'11"4 |
| 2022 | Horsy Dream      | Scipion du Goutier | Éric Raffin        | Pierre Belloche     | 1'13"6 |
| 2021 | Eric The Eel     | Muscle Hill        | Adrien Lamy        | Tomas Malmqvist     | 1'12"6 |
| 2020 | Feydeau Seven    | Redeo Josselyn     | Jean-Michel Bazire | Jean-Michel Bazire  | 1'12"1 |
| 2019 | Calina           | Archipelago        | David Thomain      | Jean-Michel Bazire  | 1'15"2 |
| 2018 | Dreambreaker     | Offshore Dream     | Jean-Michel Bazire | Jean-Michel Bazire  | 1'13"9 |
| 2017 | Clarck Sotho     | Oiseau de Feux     | Anthony Barrier    | Loic Bernard Martin | 1'14"8 |